# КамАЗавтоцентр (футбольный клуб)
«КамАЗавтоцентр» — бывший российский футбольный клуб из города Набережные Челны, существовавший с 1990 по 1995 годы. Представлял одноимённую производственную фирму системы автосервиса КАМАЗа. Наряду с «КАМАЗом»-Д являлся одним из фарм-клубов ФК «КАМАЗ».

## История
Клуб образован в начале 1990-х годов (команда была создана в 1987 году). В 1990 и 1991 годах принимал участие в Первенстве РСФСР среди команд КФК при организации «Футбол России» (занимал, соответственно, 9-е место из 11 участников, 6-е место из 15). В 1992 году объединился с командой филиала Волгоградского института физкультуры и был включён в состав участников второй лиги России, по итогам сезона занял 10-е место в зональном турнире.
Изначально планировалось, что во второй лиге в команде будут играть главным образом молодые футболисты, но позднее состав стал комплектоваться неподошедшими «КАМАЗу» игроками, а клуб обрёл самостоятельность, со своей сметой.
Лучший результат в истории команда показала в 1993 году, заняв пятое место. Свой последний сезон «КамАЗавтоцентр» провел в 1994 году в третьей лиге (11-е место), после чего клуб был расформирован.
Футбольно-спортивный клуб «КамАЗавтоцентр» был учредителем и спонсором набережночелнинской газеты «Плей-офф» (редакция располагалась в административном здании производственной фирмы «КАМАЗавтоцентр», группа выпуска — в помещении редакции газеты «Вести КАМАЗа»).

## Названия
- 1990—1992 — «КАЦ-СКИФ»
- 1993—1995 — «КамАЗавтоцентр»

## Стадион
Матчи проводил на стадионах «Челныгорстрой», ДСК и «Строитель». В 1992 году домашний матч Кубка России против «КАМАЗа» (3:4, д. в.) сыграл на стадионе «КАМАЗ».

## Статистика выступлений вПервенстве России
| Сезон | Соревнование  | Соревнование | Место    | И  | В  | Н  | П  | М     | О  |
| Сезон | Лига/дивизион | Зона         | Место    | И  | В  | Н  | П  | М     | О  |
| ----- | ------------- | ------------ | -------- | -- | -- | -- | -- | ----- | -- |
| 1992  | Вторая лига   | 5            | 10 из 18 | 34 | 13 | 10 | 11 | 34-33 | 36 |
| 1993  | Вторая лига   | 6            | 5 из 22  | 42 | 25 | 5  | 12 | 78-36 | 55 |
| 1994  | Третья лига   | 6            | 11 из 14 | 26 | 9  | 1  | 16 | 36-53 | 19 |

## Статистика выступлений вКубке России
| Сезон   | Стадия | Соперник                 | И | В | Н | П | М   | ПРИМ.                 |
| ------- | ------ | ------------------------ | - | - | - | - | --- | --------------------- |
| 1992/93 | 1/128  | КАМАЗ (Набережные Челны) | 3 | 2 | 0 | 1 | 8-5 |                       |
| 1993/94 | 1/32   | Нефтехимик (Нижнекамск)  | 3 | 2 | 0 | 1 | 2-2 |                       |
| 1994/95 | 1/128  | Газовик-Газпром (Ижевск) | 2 | 1 | 0 | 1 | 0-2 |                       |
| 1995/96 | 1/256  | Прогресс (Зеленодольск)  | 0 | 0 | 0 | 0 | 0   | Техническое поражение |

## Наивысшие достижения

### Чемпионат России
- 5-е место: Вторая лига (зона 6) 1993

### Кубок России
- 1/32 финала: 1993/94

## Самые крупные победы
- Вторая лига (зона 6): «КамАЗавтоцентр» — «Электрон» (Альметьевск) — 7:0 (1993)
- Вторая лига (зона 6): «КамАЗавтоцентр» — «Волга» (Балаково) — 6:1 (1993)

## Самые крупные поражения
- Третья лига (зона 6): «Эстель» (Уфа) — «КамАЗавтоцентр» — 6:2 (1994)

## Известные игроки
- Владимир Барышев[9]
- Адьям Кузяев[9]